# Lada Kalina
La Lada Kalina ((ru) Лада Калина) - qui signifie obier en russe - est une automobile construite par le constructeur russe AvtoVAZ, qui la commercialise sous la marque Lada. La production de la Kalina a commencé le 18 novembre 2004.
La famille Kalina est constituée de trois carrosseries différentes :
- Lada 1117 : break 5 portes, sortie en 2007.
- Lada 1118 : berline 4 portes, sortie en 2004 et produite jusqu'en 2011.
- Lada 1119 : berline 5 portes, sortie en 2006.

## Première génération (2004 - 2013)
La première génération de la Lada Kalina a été produite de 2004 à 2013 en Russie. À son lancement, deux moteurs à essence sont disponibles : 1.6 8s de 81 ch et, depuis 2007, 1.4 16s de 90 ch.
Depuis mai 2008, une version "Sport" de la Kalina 5 portes (1119) est produite en petite série pour le marché russe. Celle-ci peut être équipée du moteur 1.4 16s de 90 ch ou du moteur 1.6 16s de 98 ch issu de la Lada Priora.
Plus petite Lada jamais produite (si on oublie l'Oka), la Kalina servira de base à la future Lada Granta, dont la mise en production doit intervenir au cours de l'année 2012.
Le 30 avril 2011, Lada a annoncé avoir mis un terme à la carrière de la Kalina 1118, afin d'adapter ses chaînes de production à la nouvelle Granta. Le 1er mars 2013, la dernière Kalina sort des chaînes de montage, après 760 000 exemplaires fabriqués. Elle est remplacée par la Kalina 2, en réalité une Kalina profondément modernisée tant sur le plan esthétique que technique.

### En France
La Kalina 1119 est lancée en France en septembre 2006. Elle est rejointe quelques mois plus tard par les 1119 et 1117.
En France, ainsi qu'en Belgique, la Kalina est importée depuis septembre 2009 par la société Lada France SAS, à la suite de la faillite de l'ancien importateur début 2009.
À noter que depuis mars 2010, les Kalina 1119 et 1117 sont disponibles dans une exclusive finition Luxe, qui comprend entre autres de série les sièges chauffants, les 4 vitres électriques, l'ABS, la climatisation, la peinture métallisée et les jantes alliage. Cette finition est facturée 9 999 € pour le break 1117 ainsi que pour la berline 1119.
Toutes les carrosseries étaient disponibles jusqu'en septembre 2010 (la 1118 a été retirée du marché à cette date), mais la version "Sport" n'est pas proposée par l'importateur. Les tarifs débutent à 7 950 € pour la 1119 et à 7 990 € pour la 1117.

## Seconde génération (2013 - 2018)
La Lada Kalina 2 est sortie en 2013 pour remplacer la première génération de Kalina, née en 2004.

### Conception
La Kalina 2 est basée en grande partie sur la Kalina 1. La plateforme a été largement modernisée pour donner à la voiture un comportement plus dynamique, plus sûr et plus adapté aux attentes des clients. Ainsi, la direction est reprise de la Kalina Sport, permettant de fait d'obtenir une direction plus directe et précise et moins floue que l'ancienne génération. Les liaisons au sol ont également été retravaillées avec l'aide de Renault.
Contrairement à la première génération, la Kalina 2 peut recevoir, outre sa traditionnelle boite manuelle à cinq rapports, une boite automatique à quatre rapports qui équipe déjà la Lada Granta.
Autre nouveauté sur la Kalina 2, la présence d'une tablette tactile.

### Une gamme qui s'élargit avec le temps
À son lancement en mai 2013, la gamme Kalina 2 s'articule autour de deux carrosseries : une berline cinq portes et un break. La carrosserie tricorps n'est pas reconduite à la suite du lancement deux ans auparavant de la Lada Granta.
Trois finitions sont au catalogue : Standard, Norma et Lux. La dernière représente logiquement le haut de gamme et dispose d'un équipement de série très fourni.

#### La Kalina Sport
La première déclinaison de la Kalina 2 est présentée en mars 2014, il s'agit de la Kalina Sport, qui remplace le modèle éponyme de première génération.
Dotée d'un moteur 1.6 16V développant 118 ch, elle est capable d'atteindre les 197 km/h et abat le 0 à 100 km/h en 9,5S. Reprenant la boite à 5 rapports de la Granta Sport, elle se dote d'une direction, d'une suspension et d'un système de freinage revus. Extérieurement, l'auto se pare d'un kit carrosserie complet (boucliers avant et arrière spécifique, jupes latérales, becquet arrière) et de jantes de 16 pouces spécifiques avec pneus taille basse. L'auto fait son apparition dans les concessions russes en juillet 2014 au tarif de base de 487 000 roubles.

#### La Kalina Cross
Au printemps 2014, la gamme Kalina s'élargit encore avec l'apparition de la version Cross. Basée sur le break Universal, elle fait partie d'un ambition plan-produits développé par Lada et qui consiste à proposer avant la fin de l'année 3 crossovers pour séduire une clientèle plus large. Ainsi, dans le même temps sont présentées les Largus Cross et surtout la 4x4 Urban.
Par rapport au break, la Kalina Cross se distingue avec une garde au sol relevée de 23 mm, des suspensions spécifiques pour une utilisation hors des sentiers battus, une transmission raccourcie pour améliorer la motricité, un kit carrosserie spécifique qui comprend notamment des sabots de protection avant et arrière en aluminium ainsi que des protections noires mats sur les passages de roue et les soubassement et enfin des jantes en aluminium de 15 pouces spécifiques. À l'intérieur, la sellerie lui est également propre, le reste restant commun avec les autres modèles de la gamme.
La Kalina Cross est commercialisée en Russie depuis le mois de septembre 2014 au tarif de base de 409 000 roubles. Au départ uniquement disponible avec un 1.6 8v de 87 ch, la gamme de motorisation s'est ensuite élargie à la fin du mois d'octobre avec la commercialisation d'une variante 1.6 16V de 106 ch au tarif de 418 900 roubles.

### Les motorisations
Le 1.4 16V de 90 ch ayant disparu avec la première génération de la Kalina, les moteurs de la nouvelle génération ont tous une cylindrée identique de 1,6 litre dont la puissance s'étale, suivant les versions, de 87 à 106 ch.

## Immatriculations
| Année  | 2013   | 2014   | 2015   | 2016 |
| ------ | ------ | ------ | ------ | ---- |
| Ventes | 67 960 | 65 609 | 35 869 |      |

Les chiffres indiqués ci-dessus ne concernent que le seul marché automobile russe. Pour 2013, ce sont les ventes cumulées de la première et deuxième génération de Kalina.
En 2014, la Kalina II est la cinquième voiture la plus vendue du marché automobile russe, la première étant sa proche cousine Lada Granta.

## Galerie
Cliquez sur une image pour la voir en taille réelle.

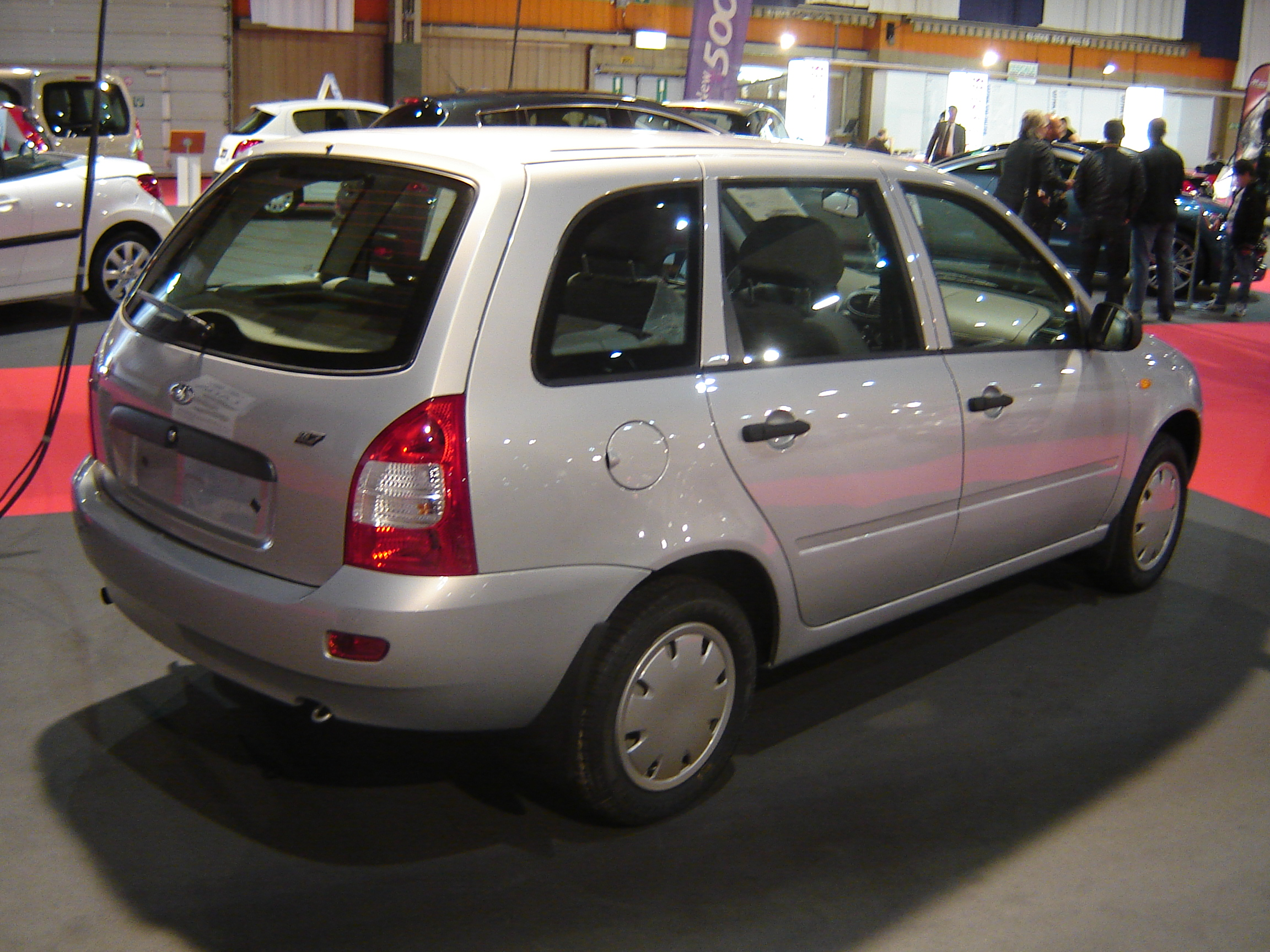
Lada Kalina 1117 (break).
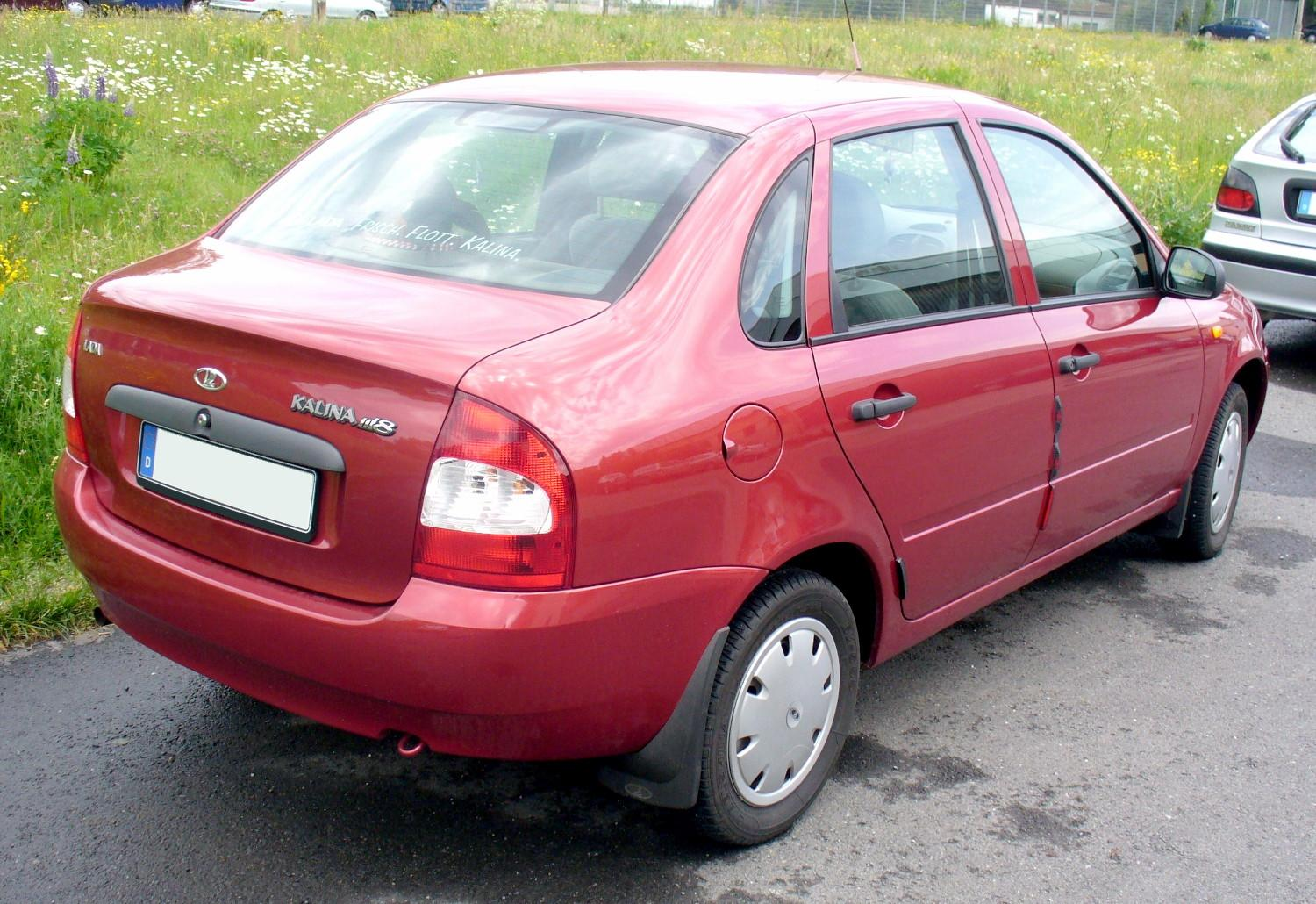
Lada Kalina 1118.
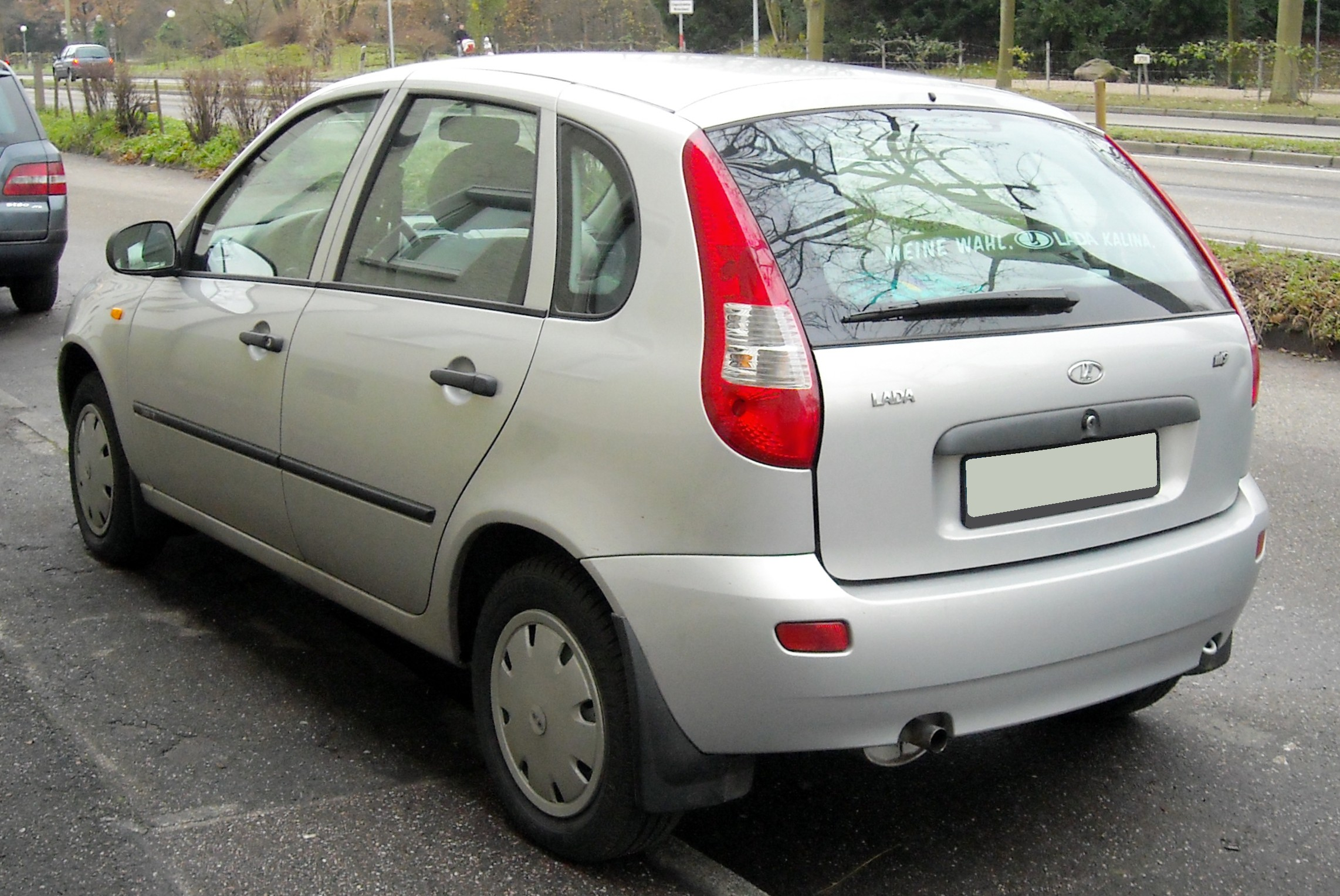
Lada Kalina 1119.
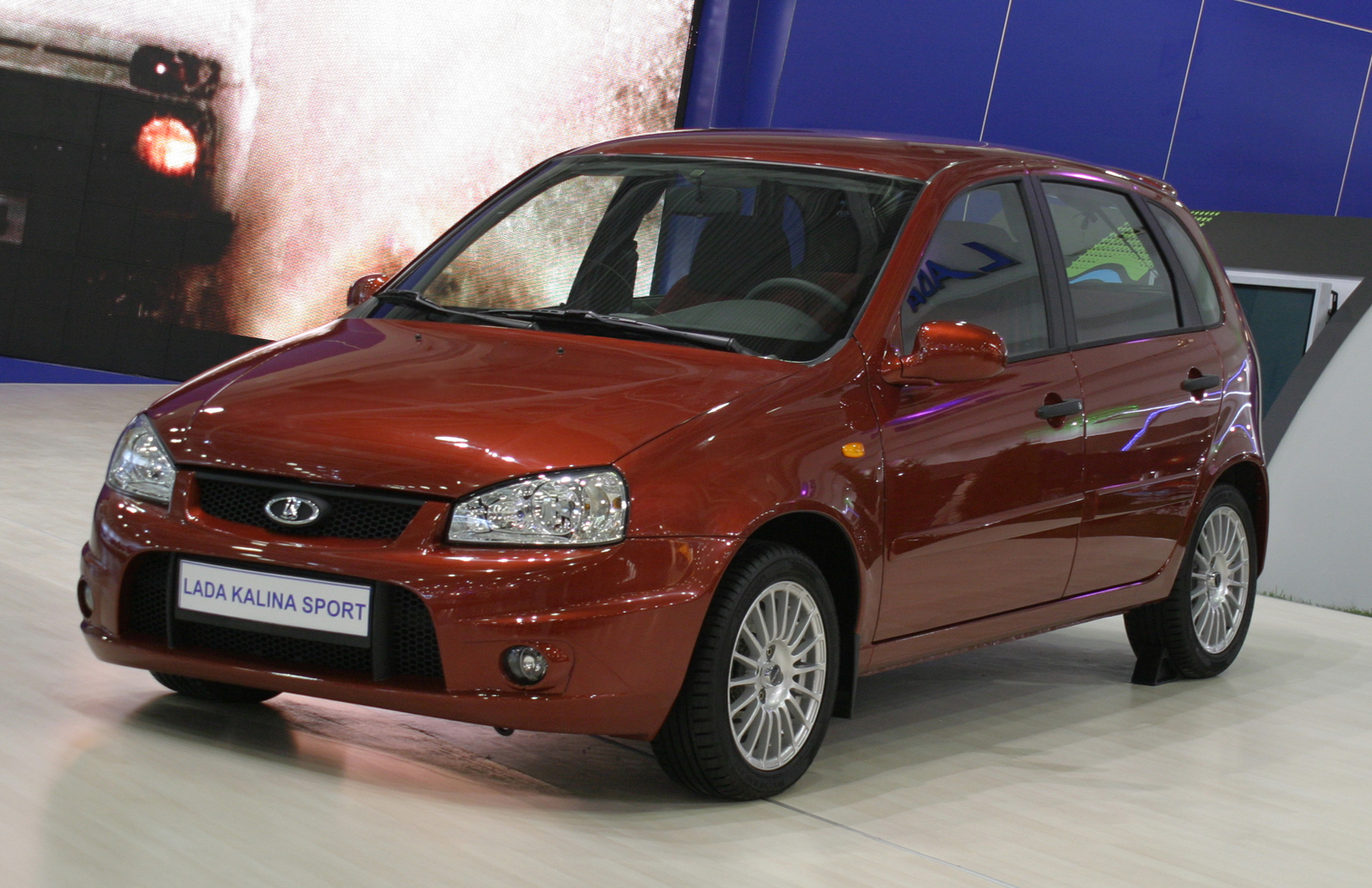
Lada Kalina Sport.